# Mouloudia d’Oujda
Der Mouloudia Club d’Oujda (arabisch مولودية وجدة), auch unter der Abkürzung MCO bekannt, ist ein marokkanischer Fußballverein aus Oujda.

## Geschichte
Mouloudia d’Oujda wurde am 13. März 1946 gegründet und trägt den Spitznamen König des Ostens. Der Name Mouloudia bedeutet im Arabischen so viel wie Geburt. In der Saison 1974/75 konnte der Klub zum bisher einzigen Mal die Marokkanische Meisterschaft sowie 1957, 1958, 1960, 1962 jeweils den nationalen Pokal gewinnen.

## Spielstätte
Der Verein trägt seine Heimspiele im 35.000 Zuschauer fassenden Stade d’Honneur (arabisch الملعب الشرفي, voller Name: Stade d'Honneur d'Oujda) aus.

## Erfolge
- Marokkanischer Meister: 1975
- Marokkanischer Pokalsieger: 1957, 1958, 1960, 1962
- Marokkanischer Zweitligameister: 2003, 2018
- Marokkanischer Superpokalsieger: 1960

## Ehemalige Trainer
- Raoul Savoy (2009–2011)

## Handballabteilung
Die Handballer des Klubs spielen in der ersten Liga und können drei Meisterschaften vorweisen.
Erfolge
- Championnat du Maroc (3)
  - 1980, 1981, 1985
- Coupe du Trône (1)
  - 1981

Ehemalige Spieler
- Mohammed Berrajaâ